# Shapour Bakhtiar
Shapour (of Shapur) Bakhtiar (Kanarak bij Isfahan, 1915 - Parijs, 6 augustus 1991) was de laatste premier van het keizerrijk Iran (Perzië).

## Biografie

### Vroege carrière
Bakhtiar stamde uit een vooraanstaande familie in Isfahan, die ook keizerin Soraya had voortgebracht. Hij studeerde rechten in Parijs, waar hij verkeerde in linkse kringen. Tijdens de mobilisatie diende hij als onderofficier in het Franse leger, en tijdens de Duitse bezetting zat hij in het verzet.
Terug in Perzië was hij actief als advocaat en als lid van de linkse Iranpartij. Later ging deze op in het Nationaal Front van Mohammed Mossadeq, in wiens kabinet (1951 - 1953) Bakhtiar onderminister was (sociale zaken).

### Latere carrière
In de jaren 60 en 70 voerde Bakhtiar actie voor meer democratie en mensenrechten. Hij zat bij elkaar vijf jaar gevangen. In het Nationaal Front klom hij op tot rechterhand van Karim Sanjabi, die Mossadaq was opgevolgd als leider.
Op 29 december 1978, toen de volksopstand tegen de sjah in volle gang was, kreeg Bakhtiar opdracht een nieuwe regering te vormen. Hij aanvaardde die pas na toezegging van de sjah dat deze het land voorlopig zou verlaten. Op 4 januari 1979 werd Bahktiar officieel premier. Hij vormde een coalitiekabinet, waaraan echter zijn eigen Nationaal Front niet deelnam. De premier werd zelfs geroyeerd als lid.
De nieuwe regering presenteerde een programma waarin centraal stonden het herstel van de persvrijheid en de onafhankelijke rechtspraak, de ontbinding van de geheime dienst SAVAK, vrijlating van politieke gevangenen, vervolging van schenders van mensenrechten en van corrupte functionarissen, vergroting van de rol van de islamitische geestelijkheid en steun aan de Palestijnse vrijheidsbeweging.
Op 16 januari deed Bakhtiar de sjah uitgeleide, die het land verliet officieel om een medische behandeling te ondergaan in de Verenigde Staten. Al drie dagen eerder was een regentschapsraad gevormd, waarin ook de premier zitting had.
De aangekondigde hervormingen waren hooguit voor de middenklasse toereikend. De opstand was allang overgenomen door ongeletterde sji'iten, die de terugkeer wilden van hun leidsman Ayatollah Khomeini. Na het vertrek van de sjah begon verder het leger te desintegreren, waardoor wapens in handen van de demonstranten kwamen. De aankomst van Khomeini vanuit Parijs op 1 februari maakte de situatie alleen maar erger. Khomeini noemde de regering "illegaal" en dreigde haar leden het zwijgen op te leggen.
Mehdi Bazargan, collega van Bakhtiar in de regering-Mossadeq en vertrouweling van de imam, fungeerde als bemiddelaar. Maar toen de geheime onderhandelingen waren vastgelopen, maakte Khomeini op 5 februari de benoeming bekend van Bazargan tot premier. Bakhtiar zei het kabinet-Bazargan te beschouwen als schaduwregering, zoals die in parlementaire democratieën wel meer voorkomen. Maar Khomeini stelde strenge straffen op ongehoorzaamheid aan de nieuwe islamitische regering.
Ten slotte droeg Bakhtiar op 11 februari de regeermacht over aan Bazargan, die zijn vroegere vriend hielp ontkomen naar het buitenland.

## Aanslagen op Bakhtiar
Op 13 mei 1979 werd Bakhtiar, die inmiddels weer in Parijs woonde, door een revolutionaire rechtbank ter dood veroordeeld. Het regime zond geheimagenten uit om het vonnis te voltrekken en op 18 juli 1980 overleefde de oud-premier ternauwernood een aanslag. Vijf mannen werden veroordeeld tot lange gevangenisstraffen. De mullahs lieten in 1985 een Franse Boeing kapen en vervolgens enkele Fransen in Libanon kidnappen, om de vrijlating van het moordcommando te bewerkstelligen. In 1988 bereikten ze dit doel door geheime onderhandelingen met Parijs.
Op 6 augustus 1991 slaagde een nieuwe aanslag: Bakhtiar en zijn bediende werden vermoord gevonden in de woning van de oud-premier. De arrestatie en veroordeling van de daders, onder wie een achterneef van de Iraanse president Rafsanjani leidden opnieuw tot jarenlange problemen met het regime in Teheran